# Antonín Zmrhal
Antonín Zmrhal  (22. července 1882 Vysoká – 26. listopadu 1954 Praha) byl český a československý politik Komunistické strany Československa, meziválečný senátor, poválečný poslanec a ministr, organizátor družstevního hnutí.

## Biografie
Narodil se v rodině chudého rolníka. Vyučil se obchodním příručím. Od roku 1900 se angažoval v Českoslovanské sociálně demokratické straně dělnické v Plzni, kde se podílel na vzniku velkého dělnického konzumu. Působil také v Českém Krumlově a Teplicích. Od roku 1907 byl družstevním pracovníkem v Písku, Praze, Kladně a Plzni. Během rozkolu v sociální demokracii v letech 1920–1921 přešel do nově utvořené KSČ. Byl členem prvního Krajského výboru KSČ v Plzni po založení strany.
Před druhou světovou válkou zasedal za KSČ v horní parlamentní komoře. V parlamentních volbách v roce 1935 získal senátorské křeslo v Národním shromáždění. V senátu setrval do prosince 1938, kdy jeho mandát zanikl v důsledku rozpuštění KSČ.
Profesí byl dle údajů k roku 1935 ředitelem družstva v Praze. V polovině 20. let se uvádí jako ředitel konzumního družstva Včela. V čele tohoto družstevního podniku, který se podílel i na financování činnosti komunistické strany, stál v letech 1923–1929. Byl sem povolán z Plzně. V čele družstva stál až do roku 1939. Od roku 1932 byl také předsedou organizace Mezinárodní dělnická pomoc.
Jako komunista a čelný představitel družstevního hnutí za první republiky byl Antonín Zmrhal v dubnu 1939 zatčen nacisty. Po propuštění v červnu 1939 uprchl z příkazu vedení KSČ do Polska, kde působil ve výboru emigrantů v Krakově, poté odešel do Sovětského svazu, kde působil v exilu do roku 1945. Od 1. dubna 1943 byl vedoucím československé sociální péče a zástupcem československého červeného kříže pro SSSR v Buzuluku.[zdroj?]
Po válce se opětovně politicky angažoval v Československu. V letech 1945–1946 byl poslancem Prozatímního Národního shromáždění. V parlamentních volbách v roce 1946 se stal poslancem Ústavodárného Národního shromáždění. Mandát získal i v parlamentních volbách v roce 1948 a do roku 1954 zasedal v Národním shromáždění.
Od roku 1946 byl členem ÚV KSČ. Členem Ústředního výboru Komunistické strany Československa ho zvolil VIII. sjezd KSČ. IX. sjezd KSČ a X. sjezd KSČ ho do funkce člena ÚV KSČ potvrdil.
Zastával i vládní post. V období 2. červenec 1946 – 3. prosinec 1947 měl funkci ministra vnitřního obchodu v první vládě Klementa Gottwalda. Na post ministra rezignoval ze zdravotních důvodů.
Po válce se aktivně zapojil do úsilí za sjednocení politicky, národnostně, oborově a územně dosud rozděleného družstevnictví, tak jak o tom rozhodl již Košický vládní program. Podílel se na přípravě zákona o Ústřední radě družstev. Od července 1945 byl jejím předsedou. Ve funkci ho potvrdil i celostátní sjezd Ústřední rady družstev v říjnu 1953. Po únoru 1948 se z titulu své funkce podílel na kolektivizaci zemědělství a vzniku JZD.[zdroj?]
Zemřel po delší nemoci v listopadu 1954.